# Lusztig Gábor
Lusztig Gábor (Gyula, 1925. szeptember 9. – Kecskemét, 1991. április 3.) orvos, patológus, az orvostudományok kandidátusa (1962), doktora (1978).

## Élete
Lusztig István (1886–1958) ügyvéd és Sebők Etelka (1899–1944) gyermekeként született zsidó polgári családban. Középiskolai tanulmányait szülővárosa Katolikus Főgimnáziumában végezte, 1943-ban tett érettségi vizsgát. A numerus clausus rendelkezései miatt nem vették fel a szegedi Ferenc József Tudományegyetem orvosi karára, ezért egy évig a kolozsvári egyetem joghallgatója lett. A következő évben behívták munkaszolgálatra, ahonnan megszökött és hetekig a Fertő-tó körüli mocsarasban bujkált. Miután előmerészkedett rejtekhelyéről, a szovjet katonák fogságába került, akik a sopronkőhidai gyűjtőtáborba vitték, azonban hamarosan szabadon engedték. Édesanyja és öccse a holokauszt során életüket vesztették. 1945-ben felvették a Szegedi Tudományegyetemre, ahol hat évvel később doktorált "cum laude" minősítéssel. Már orvostanhallgatóként dolgozni kezdett a Kórbonctani Intézetben és ekkor jelentek meg első dolgozatai is. 1952-től gyakornok, 1953-tól tanársegéd, 1954–1956-ban adjunktus volt. Időközben kórbonctani és szövettani szakorvosi képesítést nyert.
1956-ban kinevezték a kecskeméti Megyei Kórház patológiai osztályának főorvosává. Újjászervezte a második világháború során elpusztult kórházi osztályt és a Megyei Kórház Tudományos Bizottságának vezetője lett. Megalapította a kórházi könyvtárat és 1961-ben Benedikt János belgyógyásszal megszervezte az első Bács-Kiskun Megyei Orvosnapokat. 1962-től szerkesztette az általa elindított Bács-Kiskun Megyei Kórház Évkönyvet. 1963-ban az Adatok a dextran cholesterin sclerosist gátló hatásához című disszertációja alapján kandidátusi címet kapott. Az 1960-as évek közepétől rendszeresen tartott előadásokat a szegedi József Attila Tudományegyetem Kórbonctani tanszékén és 1968-ban megkapta a címzetes egyetemi docens kinevezést. 1970 és 1971 között ösztöndíjasként a montreali McGill Universityn dolgozott. Miután hazatért, az Országos Kórbonctani Intézet szakkollégiuma tagjai közé fogadta. 1973-ban a Szegedi Tudományegyetemen címzetes egyetemi tanárra nevezték ki. A következő időszakban pedig a kórház tudományos és oktatási főigazgatójaként irányította Bács-Kiskun megye orvosainak továbbképzését. 1974 júliusától az Egészségügyi Minisztérium IX. Tudományos Főosztálya szaktanácsadói feladatok ellátásával bízta meg. Két évvel később az Egészségügyi Tudományos tanács tagja lett. 1978-ban elnyerte az orvostudományok doktora címet Az atherosclerosis kórfolyamatának és az aorta adventiciának a kapcsolata című értekezésével. Elsőnek fedezte fel az adventicia szerepét az érelmeszesedés kórtanában. 1981 és 1990 között a Magyar Patológusok Társaságának elnöke volt. Munkásságáról 160 tudományos közlemény és 250 előadás tesz tanúbizonyságot.
Házastársa Sibalin Éva gyógyszerész volt, akit 1953-ban Szegeden vett nőül.

## Főbb művei
- Adatok a dextrán cholesterinsclerosist gátló hatásához (Kecskemét, 1962)
- Blood Coagulation Factors and Atherosclerosis (Acta Morphologica, 1965)
- Az emberi aorta-fal vízkötő-kapacitásának változása atherosclerosisban (Hesz Á.-val, Kecskemét, 1974)
- Az aorta-adventitia vastagságának, valamint a vér és aorta-fal cholesterin és lipoid tartalmának kapcsolata (Mák L.-lel, Morphologiai és Igazságügyi Orvosi Szle, 1975)
- Az atherosclerosis kórfolyamatának és az aorta-adventitiának kapcsolata (Kecskemét, 1978)

## Tagságai
- European Pathological Society
- International Academy of Pathology
- International Sudy Group for Research in Cardiac Metabolism
- Magyar Tudományos Akadémia

## Díjai, elismerései
- Kiváló Orvos (1975)[3]
- Munka Érdemrend arany fokozata (1987)
- Baló József-emlékérem (1990)

## Emlékezete
A Kecskeméti Megyei Kórházban 1996. február 1-jén emléktáblát és domborművet avattak emlékére.